# ヴァレンナ
ヴァレンナ（伊: Varenna）は、イタリア共和国ロンバルディア州レッコ県にある、人口約700人の基礎自治体（コムーネ）。

## 地理

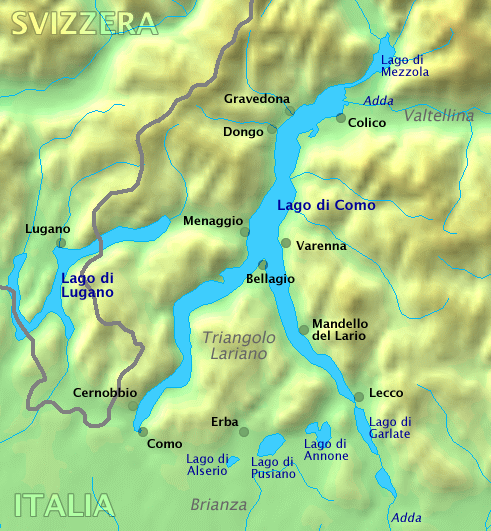
コモ湖周辺の地図

### 位置・広がり
レッコ県北部のコムーネ。県都レッコの北北西19km、コモの北東27km、州都ミラノの北61kmに位置する。湖水を挟んで南西にベッラージョ（約4km）、西北西にメナッジョ（約4km）があり、船で結ばれている。

#### 隣接コムーネ
隣接するコムーネは以下の通り。括弧内のCOはコモ県所属を示す。
| - ベッラージョ (CO) - エージノ・ラーリオ - グリアンテ (CO) - リエルナ - メナッジョ (CO) - オリヴェート・ラーリオ - ペルレード |

### 気候分類・地震分類
気候分類では、zona E, 2246 GGに分類される。
また、イタリアの地震リスク階級 (it) では、zona 4 (sismicità molto bassa) に分類される。

## 行政

### 分離集落
ヴァレンナには、以下の分離集落（フラツィオーネ）がある。
- Fiumelatte, Pino.
- Località: Scoglio, Lido

### 山岳部共同体
- 広域行政組織である山岳部共同体（イタリア語版）「ヴァルサッシーナ、ヴァルヴァッローネ、ヴァル・デージノ・エ・リヴィエラ山岳部共同体」 (it:Comunità montana della Valsassina, Valvarrone, Val d'Esino e Riviera) （事務所所在地: バルツィオ）に属するコムーネである。

## 主要施設
- Villa Monastero

1208年以前から存在した修道院を1569年に Mornico家が買収し、別荘とした
。
イタリア物理学会のサマースクールなどが開かれる国際会議場となっており、参加者用の宿泊施設もある。
見学可能(有料)。
- Villa Cipressi
- Saint Giorgio's Parish Church

## 交通
東側の山と西側の湖岸の間に発達した細長い街である。

### 鉄道
ミラノからレッコを経由してソンドリオへ向かう路線のVarenna-Esino駅が利用できる。
鉄道は南部の Villa Monastero 付近でトンネルに入る。
駅はトンネルの北側出口を出てわずかのところにある。

### 道路
自動車専用道路 (it:Superstrada) は、鉄道と同様に東側の山に掘られた道路を通過する。
集落内を貫通する自動車の通れる道は1本であり、これに沿って教会や商店、宿泊施設等が並んでいる。

### 船舶
水中翼船やカーフェリーにより、コモ湖対岸のベッラージョや、コモ湖に南から突き出た岬の突端にあるメナッジョを経由してコモ、 レッコなどと接続している
(Navigatione Laghi)。